# 1759 у літературі

## Книги
- «Історія Расселасса, принца абісинського» — повість Семюела Джонсона.
- «Байки» — Готгольда Лессінга.
- «Життя і думки Трістрама Шенді, джентльмена» I—II томи — роман Лоренса Стерна.
- «Кандид, або Оптимізм» — філософська повість Вольтера.

### Нехудожні
- «Теорія моральних почуттів» — праця Адама Сміта.

## Народились
- 25 січня — Роберт Бернз, шотландський поет.
- 27 квітня — Мері Волстонкрафт, британська письменниця, філософ і феміністка.
- 10 листопада — Йоганн-Фрідріх Шиллер, німецький поет і драматург.

## Померли
- 12 червня — Вільям Коллінз, англійський поет.